# Konstantin Michajlovič Simonov
Konstantin Michajlovič Simonov (rusky Константин Михайлович Симонов; 15. listopadujul./ 28. listopadu 1915greg. Petrohrad – 28. srpna 1979 Moskva) byl sovětský spisovatel, básník, dramatik a překladatel.
Začínal jako válečný dopisovatel, teprve poté se stal spisovatelem.

## Dílo
Jeho tvorba se opírá o jeho zážitky z druhé světové války, kde se pokoušel propojit dokumentaristiku s epickou tvorbou. Jeho informacím nelze přikládat žádnou historickou hodnotu.
- Živí a mrtví (1959) – popisuje bitvu o Moskvu
- Člověk se nerodí pro válku (1964) – obrana Stalingradu
- Poslední léto (1972) – běloruské operace Rudé armády, nepokouší se o nestrannost.
- Dny a noci
- Přátelé a nepřátelé
- Dým otčiny
- Než zmlkla děla
- Mezi dvěma moři (1946) – zápisky válečného dopisovatele

### Drama
- Ruská otázka
- Čtvrtý